# 三億圓懸案之初戀
《三億圓懸案之初戀》，又名《三億日圓極盜初戀》，改編自中原美鈴的小說《初戀》，由塙幸成執導的日本電影，2006年6月於日本上映。

## 劇情簡介
本片時空背景為1960年代，以日本犯罪史上知名的搶案「三亿日元抢劫案」為故事藍本，敘述出一段在動盪的社會下天真而感傷的愛情。

## 角色及演員
- 中原美玲：宮崎葵

個性孤僻的高中女生，自幼寄養在親戚家中，有個失散多年的哥哥。
- 亮：宮崎將

美玲的哥哥，在酒吧B Jazz有一群志同道合的朋友。宮崎葵與宮崎將在片中飾演兄妹，而事實上兩位演員確實是親兄妹。
- 岸：小出惠介

亮的朋友，東大高材生，對當時的社會現況有諸多不滿。

## 主題曲
- 元千歲《藍色安魂曲》